# 岩谷宏
岩谷 宏（いわたに ひろし、1942年1月6日 - ）は、日本のライター、翻訳家。

## 人物
旧：京城府（韓国）生まれ。3歳の時に引き揚げ。
福岡県立福岡高校を経て、1964年京都大学文学部仏文科卒業、卒論はランボー。
約1年半ブラブラした後、1965年秋上京して、パン菓子業界紙、マーティング会社等に勤めた。
1970年、朝日ジャーナル懸賞論文に「“生活”の中に何が発見できそうか」で入選。
1972年、渋谷陽一、松村雄策、橘川幸夫らと、ロック雑誌『Rockin'on』を創刊。創刊時より、ロック評論、エッセイを執筆し、訳詞を手がける。初期『rockin'on』の理論的指導者でもある。
1985年に『rockin'on』を離れた以降は、ラジカルなコンピュータ文化に希望を託し、主にコンピュータ関連の著述・翻訳活動に取り組む。2008年7月より2022年3月まで、 TechCrunch Japanの翻訳スタッフを務めた。
2022年より、過去・書き下ろし原稿をnoteにてメンバーシップ向けに配信中。

## 著書
- 『岩谷宏のロック論集』（ロッキング・オン社）1977
- 『ロックからの散弾銃』（ロッキング・オン社）1980
- 『ザ・ポップ宣言（仮題）』（ロッキング・オン社）1981
- 『にっぽん再鎖国論 ぼくらに英語はわからない』（ロッキング・オン社）1982
- 『オトコの光景 その粗暴なる知の解剖』（JICC出版局）1984
- 『ビートルズ詩集』（シンコー・ミュージック）1985 ISBN 4-401-61169-1
- 『ジョン・レノン詩集』（シンコー・ミュージック）1986 ISBN 4-401-61198-5
- 『ラジカルなパソコン入門』（筑摩書房）1989 ISBN 4-480-05127-9
- 『ラジカルなプログラミング入門』（筑摩書房）1991 ISBN 4-480-05161-9
- 『ラジカルなコンピュータ用語辞典』（ソフトバンククリエイティブ）1995 ISBN 4-89052-617-X
- 『基礎からわかるインターネット』（筑摩書房、ちくま新書052）1995 ISBN 4-480-05652-1
- 『ラジカルなコンピュータ 思想のための最終機械』（ジャストシステム）1995 ISBN 4-88309-301-8
- 『思想のためのインターネット ラジカルなコンピュータ2』（ジャストシステム）1996 ISBN 4-88309-304-2
- 『パソコンは思考の翼』（筑摩書房、ちくま学芸文庫）1996 ISBN 4-480-08289-1
- 『パソコンを疑う』（講談社、講談社現代新書）1997 ISBN 4-06-149367-1
- 『インターネットの大錯誤』（筑摩書房、ちくま新書）1998 ISBN 4-480-05752-8
- 『パソコンを鍛える』（講談社、講談社現代新書）1998 ISBN 4-06-149417-1
- 『Javaの哲学』（ソフトバンクパブリッシング）2001 ISBN 4-7973-1704-3
- 『コンピュータ用語の哲学 - ラジカルなコンピュータ用語辞典』（ソフトバンクパブリッシング）2002 ISBN 4-7973-1887-2
- 『Linuxの哲学』（ソフトバンクパブリッシング）2002 ISBN 4-7973-1961-5
- 『Javaによるテキスト処理入門』（ソフトバンクパブリッシング）2002 ISBN 4-7973-2195-4
- 『ひとつ上をゆくJavaの教科書』（技術評論社）2005 ISBN 4-7741-2461-3
- 『怠け者のためのパソコンセキュリティ』（ソフトバンククリエイティブ、サイエンス･アイ新書）2007 ISBN 978-4-7973-4126-3
- 『ぼくらに英語が分からない本当の理由』（オンブック）2007 ISBN 978-4902950519
- 『入門正規表現 検索・置換・テキスト処理に強くなる!』（技術評論社）2008 ISBN 978-4-7741-3404-8

## 翻訳
- 『コンピュサーブ活用マニュアル』（Charles Bowen, David Peyton、工学社）1987 ISBN 4-87593-112-3
- 『DDJ68000プログラミング・ツールブック』（Dr.Dobb's journal、工学社） 1988 ISBN 4-87593-124-7
- 『ハイパーグロース : 「オズボーン・コンピュータ」の興亡』（Adam Osborne、John C. Dvorak、工学社）1988 ISBN 4-87593-123-9
- 『ゲームのプログラミング』（Eric Solomon、工学社） 1988 ISBN 4-87593-134-4
- 『80386プログラミング』（John H. Crawford, Patrick P. Gelsinger、工学社） 1988　ISBN 4-87593-128-X
- 『IBMコンパチ機の作り方』（Aubrey Pilgrim、工学社）1988 ISBN 4-87593-129-8
- 『Cの宝箱』（アレン・ホラブ（英語版）、工学社）1989 ISBN 4-87593-141-7
- 『MIDIのためのCプログラミング』（Jim Conger、工学社）1989 ISBN 4-87593-156-5
- 『Turbo Cの技法 : プログラム設計/最適化/デバッグ』（Stephen R Davis、工学社）1989 ISBN 4-87593-158-1
- 『C++：Cプログラマのための実践ガイド』（Sharam Hekmatpour、ソフトバンク出版事業部）1991 ISBN 4-89052-184-4
- 『Turbo Cによる人工知能』（Christopher F. Chabris、工学社）1991 ISBN 4-87593-166-2
- 『ZORTECH C++プログラミング』（John M. Hughes、工学社）1991 ISBN 4-87593-182-4
- 『現実的なCプログラミング』（Steve Oualline、ソフトバンク出版事業部）1992 ISBN 4-89052-321-9
- 『Prologの冒険』（Dennis Merritt、ソフトバンク出版事業部）1992 ISBN 4-89052-344-8
- 『No bugs!：バグは早めに追い出せ』（David Thielen、ビレッジセンター出版局）1992 ISBN 4-938704-09-9
- 『テクノバブル』（John A. Barry、工学社）1993 ISBN 4-87593-191-3
- 『Effective C++：C++の50の急所』（Scott Meyers、ソフトバンク出版事業部）1993 ISBN 4-89052-401-0
- 『UNIXセキュリティ』（N. D. Arnold, ITDC、マグロウヒル出版）1993 ISBN 4-89501-585-8
- 『現実的なC++プログラミング』（Robert B.Murray、ソフトバンク）1994 ISBN 4-89052-485-1
- 『The craft of text editing : 手作りのテキストエディタ』（Craig A. Finseth、ビレッジセンター出版局）1994 ISBN 4-938704-26-9
- 『C++の進化：ユーザたちが作り上げた言語』（Jim Waldo、ソフトバンク出版事業部）1994 ISBN 4-89052-515-7
- 『マルチメディアクリエイターのためのCD-ROMメイキングマニュアル』（Caffarelli Fabrizio, Straughan Deirdre、ビレッジセンター出版局）1994 ISBN 4-938704-37-4
- 『C言語で書くアルゴリズム』（Andrew Binstock, John Rex、ソフトバンク出版事業部）1996 ISBN 4-7973-0004-3
- 『Javaで作るインターネットアプリケーション』（John Rodley、ソフトバンク出版事業部）1996 ISBN 4-7973-0110-4
- 『Javaで学ぶアルゴリズムとデータ構造』（Robert Lafore、ソフトバンク出版事業部）1999 ISBN 4-7973-0694-7
- 『アンチパターン：ソフトウェア危篤患者の救出』（William J.Brown、ソフトバンク出版事業部）1999 ISBN 4-7973-0758-7
- 『速習Java Swingプログラミング』（Satyaraj Pantham、ソフトバンクパブリッシング）1999 ISBN 4-7973-0949-0
- 『ソフトウェア構成管理の悪夢 : アンチパターン』（William J.Brown, Hays W."Skip"McCormick 3, Scott W.Thomas、ソフトバンクパブリッシング）1999 ISBN 4-7973-1130-4
- 『Javaの落とし穴』（Michael C.Daconta、ソフトバンクパブリッシング）2000 ISBN 4-7973-1358-7
- 『コア・サーブレット&JSP：Javaサーバ技術によるWeb開発』（Marty Hall、ソフトバンクパブリッシング）2000 ISBN 4-7973-1431-1
- 『モア・サーブレット&JSP：Javaによる高度なWebアプリケーション開発』（Marty Hall、ソフトバンクパブリッシング）2002 ISBN 4-7973-1989-5
- 『ひとりひとりこころを育てる』（Mel Levine、ソフトバンクパブリッシング）2003 ISBN 4-7973-2112-1
- 『欺術：史上最強のハッカーが明かす禁断の技法』（Kevin David Mitnick, William L. Simon、ソフトバンクパブリッシング）2003 ISBN 4-7973-2158-X
- 『JavaServer Faces完全ガイド』（Hans Bergsten、オライリー・ジャパン）2004 ISBN 4-87311-197-8
- 『軽快なJava』（Bruce A.Tate, Justin Gehtland、オライリー・ジャパン）2004 ISBN 4-87311-201-X
- 『C++の設計と進化』（Bjarne Stroustrup、ソフトバンクパブリッシング）2005 ISBN 4-7973-2854-1
- 『Java並行処理プログラミング』（Brian Goetz, Douglas Lea, Tim Peierls、ソフトバンクパブリッシング）2006 ISBN 4-7973-3720-6
- 『暗算の達人』（Arthur Benjamin, Michael Shermer、ソフトバンクパブリッシング）2007 ISBN 978-4-7973-3824-9
- 『Javaネットワークプログラミングの真髄』（Esmond Pitt、ソフトバンクパブリッシング）2007 ISBN 978-4-7973-4186-7
- 『数の国のルイス・キャロル』（Robin J. Wilson, ソフトバンククリエイティブ）2009 ISBN 978-4-7973-4838-5
- 『わくわくする数学』（Robert Eastaway, ソフトバンククリエイティブ）2009 ISBN 978-4-7973-5001-2
- 『暗算の達人 世界最高の高速暗算テクニック 完全版』（Arthur Benjamin, Michael Shermer、SBクリエイティブ）2017 ISBN 978-4-7973-9252-4

### 共訳
- 『インサイドGNU Cコンパイラ』（Free Software Foundation, Inc.,、啓学出版）1991 ISBN 4-7665-0960-9

## 主な連載
雑誌
- 雑誌批評（『SALE2』FICTION. inc）1983～1987
- 『現代思想』青土社 1989/4～2000/12
- 恥ずかしながらドジりました（『C Magazine』ソフトバンククリエイティブ）1989/12～2001/3
- 芭辺瑠の塔IIへの眺望（『Software Design』技術評論社）1990/11～1991/1
- GLOBAL MAGAZINE RACK（『Software Design』技術評論社）1990/11～1993/12
- 文科学後進国への挑戦（『Software Design』技術評論社）1994/1～1998/12
- 岩谷宏のOpen Noises Mining（『Software Design』技術評論社）1999/1～2002/9
- Front Column（『パソコン批評』マイクロマガジン社）1999/6～2000/4
- でも暮らしい（『イコール』デジタルメディア研究所）2024/1～

Web
- 岩谷宏の『D.I.Y.生活宣言』（HotWired Japan）1997/10～1999/4
- 岩谷宏の『ITの道！』（HotWired Japan）2000/9～2002/9